# Néstor Susaeta
Néstor Susaeta Jaurrieta (Éibar, Guipúzcoa, 11 de diciembre de 1984) es un exfutbolista y director deportivo español. Actualmente es el director deportivo del Deportivo Guadalajara de la Primera Federación. Néstor es primo del también futbolista Markel Susaeta. Además, ha sido colaborador de televisión en el programa futbolístico El Chiringuito de Jugones.

## Trayectoria

### Como jugador
Susaeta se formó como jugador en las categorías inferiores de la Real Sociedad. A principios de 2006, el conjunto guipuzcoano cedió al jugador a la SD Eibar, club de su ciudad natal. Al año siguiente fue cedido a la UD Salamanca, con quienes disputó 21 encuentros de Segunda División. Tras regresar de esa cesión, los donostiarras decidieron no renovar su contrato.
En la campaña siguiente fue contratado por el Athletic Club de Bilbao, quien decidió emplear al jugador para su equipo filial. Al no cuajar en la plantilla bilbaína, el Athletic le otorgó la carta de libertad y Susaeta fichó por la AD Alcorcón. Antes de recalar en el club madrileño, Susaeta decidió hacer una prueba para jugar en el Hamilton Academical de Escocia, donde finalmente no fue seleccionado.
En la AD Alcorcón fue uno de los principales jugadores de la plantilla, y uno de los artífices de la clasificación para los playoff de ascenso del conjunto del sur de Madrid en la temporada 2008-09. Su actuación destacó para el Rayo Vallecano, quien fichó a finales de campaña al jugador vasco para debutar en el 2009-10.
El 3 de enero de 2012 se desvinculó del Rayo Vallecano y fichó por el Football Club Lausanne-Sport de la primera división suiza.
El 12 de julio de 2012 ficha por el Club Deportivo Guadalajara de la 2ª división española, donde permanecerá hasta finales de la temporada 2012-2013.
El 13 de julio de 2013 ficha por el Real Oviedo de la 2ª división B española. Su contrato se extiende por dos temporadas, es decir, hasta el 30 de junio de 2015. Tras la exitosa temporada de Susaeta esa temporada culminada con el ascenso, es renovado una temporada para jugar la Liga Adelante con el club azul.
El 2 de agosto de 2017 fichaba por el Albacete Balompié, club en el que milita en la actualidad. El jugador llegaba al club manchego tras ser el máximo asistente de la Segunda División de España durante las dos campañas anteriores, firmando en ambas temporadas 12 pases de gol.
En enero de 2019, tras cerrarse el traspaso de Jon Erice a los Vancouver Whitecaps, era nombrado tercer capitán del equipo manchego. En abril de ese mismo año, el Albacete Balompié anunciaba la renovación Néstor hasta junio de 2021. Sin embargo, en verano de 2020 se marchó al Rayo Majadahonda.
Susaeta jugó un total de 29 partidos en el conjunto majariego en la temporada 2020-21, anotando un total de 4 goles y consiguiendo el ascenso a Primera RFEF. En la siguiente, en la que el equipo se clasificó para jugar el playoff de ascenso a Segunda División, disputó 22 encuentros, siendo esta su última temporada como futbolista profesional.

### Como director deportivo
El 3 de octubre de 2022, es nombrado director deportivo del Rayo Majadahonda de la Primera División RFEF.

## Clubes
Actualizado a 7 de junio de 2018
| Real Sociedad B · España                                                                      | 2ªB           | 2003/04       | 23  | 5  | —  | — | — | — | 23  | 5  |
| Real Sociedad B · España                                                                      | 2ªB           | 2004/05       | 23  | 1  | —  | — | — | — | 23  | 1  |
| Real Sociedad B · España                                                                      | 2ªB           | 2005/06       | 20  | 3  | —  | — | — | — | 20  | 3  |
| Real Sociedad B · España                                                                      | Total club    | Total club    | 66  | 9  | 0  | 0 | 0 | 0 | 66  | 9  |
| SD Eibar · España                                                                             | 2ª            | 2005/06       | 11  | 0  | —  | — | — | — | 11  | 0  |
| SD Eibar · España                                                                             | Total club    | Total club    | 11  | 0  | 0  | 0 | 0 | 0 | 11  | 0  |
| UD Salamanca · España                                                                         | 2ª            | 2006/07       | 21  | 0  | —  | — | — | — | 21  | 0  |
| UD Salamanca · España                                                                         | Total club    | Total club    | 21  | 0  | 0  | 0 | 0 | 0 | 21  | 0  |
| Bilbao Athletic · España                                                                      | 2ªB           | 2007/08       | 23  | 0  | —  | — | — | — | 23  | 0  |
| Bilbao Athletic · España                                                                      | Total club    | Total club    | 23  | 0  | 0  | 0 | 0 | 0 | 23  | 0  |
| AD Alcorcón · España                                                                          | 2ªB           | 2008/09       | 36  | 14 | —  | — | — | — | 36  | 14 |
| AD Alcorcón · España                                                                          | Total club    | Total club    | 36  | 14 | 0  | 0 | 0 | 0 | 36  | 14 |
| Rayo Vallecano · España                                                                       | 2ª            | 2009/10       | 31  | 5  | 2  | 0 | — | — | 33  | 5  |
| Rayo Vallecano · España                                                                       | 2ª            | 2010/11       | 14  | 3  | 2  | 0 | — | — | 16  | 3  |
| Rayo Vallecano · España                                                                       | 1ª            | 2011/12       | 2   | 0  | 1  | 0 | — | — | 3   | 0  |
| Rayo Vallecano · España                                                                       | Total club    | Total club    | 47  | 8  | 5  | 0 | 0 | 0 | 52  | 8  |
| FC Lausanne · Suiza                                                                           | SLS           | 2011/12       | 6   | 0  | —  | — | — | — | 6   | 0  |
| FC Lausanne · Suiza                                                                           | Total club    | Total club    | 6   | 0  | 0  | 0 | 0 | 0 | 6   | 0  |
| CD Guadalajara · España                                                                       | 2ª            | 2012/13       | 24  | 1  | —  | — | — | — | 24  | 1  |
| CD Guadalajara · España                                                                       | Total club    | Total club    | 24  | 1  | 0  | 0 | 0 | 0 | 24  | 1  |
| Real Oviedo · España                                                                          | 2ªB           | 2013/14       | 34  | 10 | 1  | 0 | — | — | 35  | 10 |
| Real Oviedo · España                                                                          | 2ªB           | 2014/15       | 37  | 8  | 2  | 0 | — | — | 39  | 8  |
| Real Oviedo · España                                                                          | 2ª            | 2015/16       | 39  | 10 | 1  | 0 | — | — | 40  | 10 |
| Real Oviedo · España                                                                          | 2ª            | 2016/17       | 39  | 1  | 1  | 0 | — | — | 40  | 1  |
| Real Oviedo · España                                                                          | Total club    | Total club    | 149 | 29 | 5  | 0 | 0 | 0 | 154 | 29 |
| Albacete Balompié · España                                                                    | 2.ª           | 2017/18       | 30  | 1  | 0  | 0 | — | — | 30  | 1  |
| Albacete Balompié · España                                                                    | 2.ª           | 2018/19       | 35  | 2  | 0  | 0 | — | — | 35  | 2  |
| Albacete Balompié · España                                                                    | Total club    | Total club    | 65  | 3  | 0  | 0 | 0 | 0 | 65  | 3  |
| Total carrera                                                                                 | Total carrera | Total carrera | 448 | 64 | 10 | 0 | 0 | 0 | 458 | 64 |
| (1) Incluye datos de play-off de ascenso / permanencia. (2) Incluye datos de la Copa del Rey. |               |               |     |    |    |   |   |   |     |    |